# Cantone di Foix-Ville
Il Cantone di Foix-Ville era una divisione amministrativa dell'arrondissement di Foix.
A seguito della riforma approvata con decreto del 18 febbraio 2014, che ha avuto attuazione dopo le elezioni dipartimentali del 2015, è stato soppresso.

## Composizione
Comprendeva la sola città di Foix.